# ترزا گراوس
ترزا گراوس (انگلیسی: Teresa Graves؛ ۱۰ ژانویهٔ ۱۹۴۸ – ۱۰ اکتبر ۲۰۰۲) یک بازیگر سینما، و هنرپیشه اهل ایالات متحده آمریکا بود.